# شيلا كاي آدامز
شيلا كاي آدامز (بالإنجليزية: Sheila Kay Adams)‏ هي موسيقية ومغنية مؤلفة أمريكية، ولدت في 18 مارس 1953.